# Euceros canadensis
Euceros canadensis là một loài tò vò trong họ Ichneumonidae.